# Klappkloben

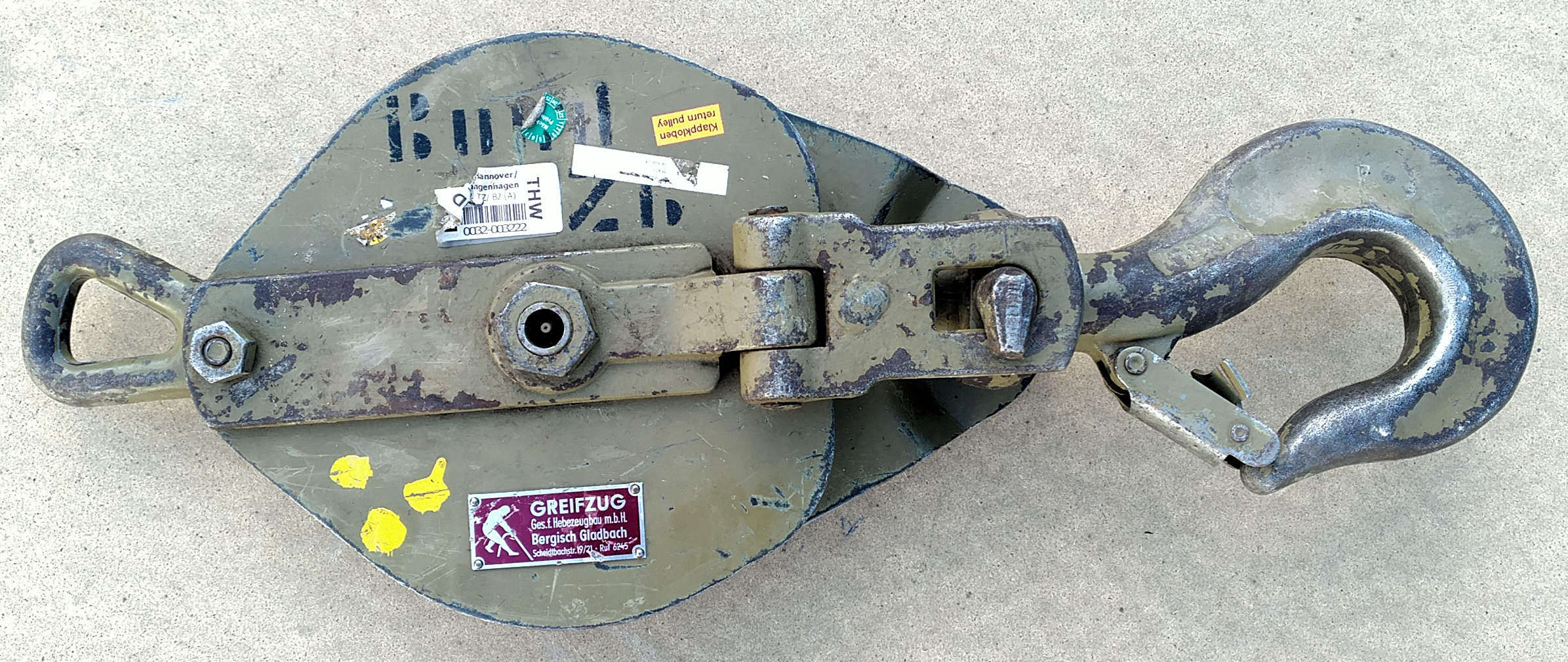
Klappkloben, geschlossen

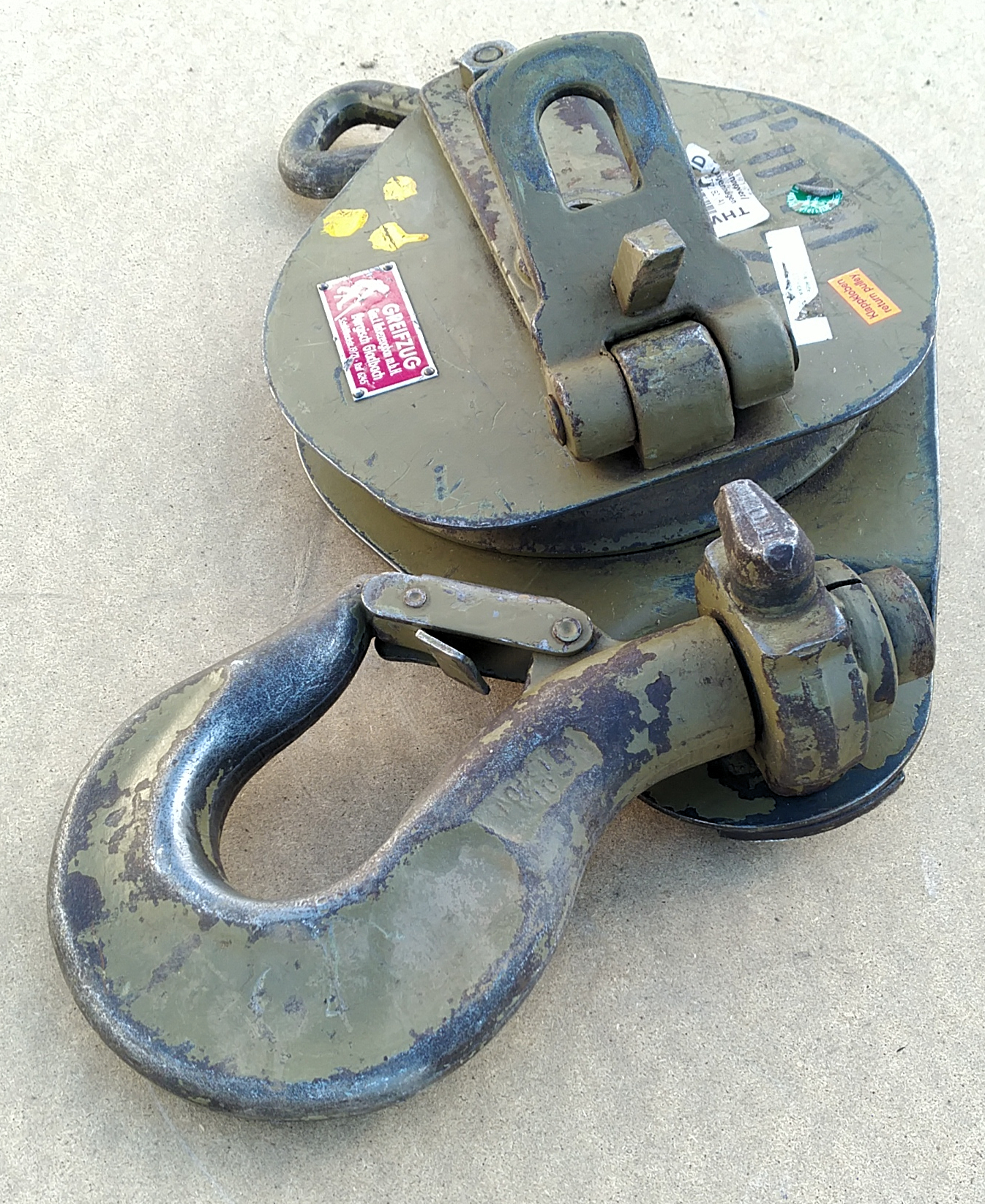
Klappkloben, geöffnet

Ein Klappkloben ist eine Sonderform der Umlenkrolle eines Flaschenzugs.
Sie besteht wie ein gewöhnlicher Block aus einer drehbar gelagerten Umlenkrolle, die von einer Gabel umschlossen ist.
Am oberen Ende der Gabel befindet sich ein Haken oder eine Öse, um den Klappkloben an einem Festpunkt zu verankern.
Als Besonderheit ist ein Gabelausleger klappbar ausgeführt – meistens wird die Verriegelung durch Drehen des Hakens geöffnet. Damit muss ein Seil nicht mehr in Gänze durch die Gabel gefädelt werden, sondern es lässt sich seitlich auf die Rolle auflegen oder entfernen.